# Río Kuru
El río Kuru, o río Chel es un arroyo en los estados de Bahr el Ghazal Occidental y Bar el Gazal del Norte en Sudán del Sur. Es una cabecera del río Lol.

## Curso
El río Kuru o Chel se forma en el sur de Bar el Ghazal Occidental en la frontera con la República Centroafricana. Fluye hacia el norte, pasando por la carretera que va hacia el oeste hasta Deim Zubeir desde Ibra en su orilla este, y entra en Northern Bahr el Ghazal. Se une desde la izquierda con el río Biri en 7°57′50″N 26°25′20″E / 7.963864, 26.422321 en el límite estatal.
El río pasa Arroyo y se une a un importante afluente de la izquierda cerca de 8°48′50″N 26°55′27″E / 8.8138, 26.9241, justo al este de Ashana Game Reserve. El río continúa hacia el norte para unirse al río Magadhik entre Marial Bai al oeste y Nyamlell al oeste. Las corrientes combinadas forman el río Loll o Lol.